# Vodice község
Vodice község (szlovén nyelven Občina Vodice) Szlovénia 212 alapfokú közigazgatási egységének, azaz községének egyike a Közép-Szlovénia statisztikai régióban. Adminisztratív központja Vodice város. A község a történelmi Felső-Krajna régió része. Vodice községet 1994-ben alapították meg.

## A községhez tartozó települések
A községhez Vodice székhelyen kívül a következő települések tartoznak:
- Bukovica pri Vodicah
- Dobruša
- Dornice
- Koseze
- Polje pri Vodicah
- Povodje
- Repnje
- Selo pri Vodicah
- Šinkov Turn
- Skaručna
- Torovo
- Utik
- Vesca
- Vojsko
- Zapoge

## Népesség
| Lakosok száma | 4379 | 4493 | 4681 | 4735 | 4798 | 4807 | 4811 | 4860 | 4964 | 4956 |
|               | 2008 | 2009 | 2011 | 2012 | 2013 | 2015 | 2016 | 2017 | 2019 | 2020 |